# Pronephrium setosum
Pronephrium setosum är en kärrbräkenväxtart som beskrevs av Y. X. Lin. Pronephrium setosum ingår i släktet Pronephrium och familjen Thelypteridaceae. Inga underarter finns listade.